# Neostroblia pseudoliturata
Neostroblia pseudoliturata là một loài tò vò trong họ Ichneumonidae.